# Национальная ассамблея Кении
Национальное собрание (ассамблея) является нижней палатой парламента Кении. До 11-го созыва парламента оно являлось однопалатным парламентом, а до 1966 года — одной из двух палат двухпалатного парламента, законодательного органа страны.
Оно имеет в общей сложности 349 мест; 290 избираемых из избирательных округов из них 47 женщин избранных из округов и 12 назначенных представителей. Верховный суд Кении постановил законодателям принять законодательство о гендерных квотах или самораспуститься.

## Состав

### Нынешний состав
- Юбилейный союз — 140 мест;
- Оранжевое демократическое движение — 62 места;
- Прочие партии — 118 мест;
- Беспартийные — 27 мест.

### 2013
- Юбилейный союз — 167 мест;
- Союз Амани — 24 места;
- Коалиция за ревормы и демократию — 141 место;
- Прочие партии — 17 мест.